# Кането сул'Ольо
Канѐто сул'О̀льо (на италиански: Canneto sull'Oglio, на местен диалект: Canè, Кане) е малко градче и община в Северна Италия, провинция Мантуа, регион Ломбардия. Разположено е на 34 m надморска височина. Населението на общината е 4438 души (към 2014 г.).